# Khalifa International Tennis and Squash Complex
Khalifa International Tennis and Squash Complex – kompleks tenisowy w Dosze, stolicy Kataru.
Obiekt wybudowany został w 1992 i początkowo główny stadion miał pojemność 4500 miejsc. W 2008 został zmodernizowany w wyniku czego pojemność wzrosła do 7000. Łącznie w kompleksie znajdują się 24 korty o nawierzchni twardej z nowoczesną infrastrukturą.
Od 1993 roku regularnie odbywa się męski turniej Qatar Open kategorii ATP Tour 250. Od 2001 roku (bez lat 2008–2010) rywalizują także kobiety w zawodach Qatar Ladies Open kategorii WTA Premier Series. W latach 2008–2010 organizowano w kompleksie WTA Finals tenisistek. 
Wśród innych imprez, które miały miejsce w Khalifa International Tennis and Squash Complex były igrzyska azjatyckie (2006) oraz igrzyska panarabskie (2011) w konkurencji tenisa.